# Radioaktivt sporstof
Radioaktive sporstoffer anvendes i nuklearmedicin til at undersøge kroppens fysiologiske processer
, ligesom radioaktive sporstoffer kan bruges til lækagesporing ved utætheder i vandrør m.v.

I begge tilfælde er det grundlæggende princip, at radioaktiviteten gør det muligt at følge (spore), hvor det stoffet har bevæget sig hen - enten fordelingen i kroppen (nuklearmedicin) eller udsivning fra røret (lækagesporing). 
Fordi radioaktivitet stammer fra enkelt-atomer, skal der kun bruges uhyre små mængder radioaktivt stof.

Samtidig benyttes radioaktive stoffer med kort halveringstid. I nuklearmedicin er to meget anvendte stoffer technetium-99m med en halveringstid på 6 timer, og fluor-18 med en halveringstid på 110 minutter. Til lækagesporing benyttes typisk brom-82 med en halveringstid på 35 timer.
Fra engelsk kaldes et sporstof også for en tracer. Brugen af radioaktive sporstoffer blev udviklet af den ungarske kemiker George de Hevesy i begyndelsen af det 20. århundrede.